# Mark Mauerwerk
Mark Udo Mauerwerk (* 7. November 1965 in Schwelm) ist ein ehemaliger deutscher Ruderer, der Weltmeister mit dem Achter war.

## Sportliche Karriere
Mark Mauerwerk gewann seinen ersten Deutschen Meistertitel 1987 im Rudern im Vierer mit Steuermann. 1989 gewann Mauerwerk den Meistertitel sowohl im Vierer ohne Steuermann als auch im Achter sowie 1991 ein weiteres Mal im Achter.
Bei den Ruder-Weltmeisterschaften 1989 gewann Mauerwerk den WM-Titel mit dem Deutschland-Achter. In diesem Jahr gewann der Achter außerdem den Grand Challenge Cup bei der 150. Henley Royal Regatta. Als erste Mannschaft überhaupt blieb der Deutschland-Achter dabei auf der Strecke unterhalb von 6 Minuten. Zusammen mit der Achtermannschaft wurde ihm 1989 das Silberne Lorbeerblatt für seine sportlichen Leistungen verliehen. 
Bei den Ruder-Weltmeisterschaften 1991 fiel Mauerwerk verletzungsbedingt kurz vor dem Endlauf aus. Der Deutschland-Achter gewann in diesem Jahr mit zwei Ersatzleuten den Titel, da auch Frank Richter verletzungsbedingt nicht am Endlauf teilnehmen konnte.
Der 1,91 m große Mauerwerk startete während seiner aktiven Laufbahn für den Ruderclub Hamm von 1890 sowie Ruderclub Hansa Dortmund. 1992 beendete er seine sportliche Karriere.

## Berufliche Karriere
Parallel zu seiner sportlichen Karriere absolvierte Mauerwerk von 1988 bis 1996 ein Geologie-Studium mit Schwerpunkt Geoinformatik an der Ruhr-Universität Bochum. Nach dem Abschluss seines Geologiestudiums arbeitete er zunächst als Unternehmensberater, dann als Chefarchitekt bei der DB Systel und zuletzt als Lead Architect für Artificial Intelligence bei der Deutschen Telekom IT GmbH. Außerdem ist er Teilhaber eines Unternehmens in Georgen, das digitale Geschäftsmodelle validiert.